# Ella Negruzzi
Ella Negruzzi (ur. 11 września 1876 w Hermeziu, zm. 1948) – rumuńska prawniczka i działaczka na rzecz praw człowieka, pierwsza kobieta w Rumunii wykonująca zawód prawniczy, współzałożycielka Stowarzyszenia na rzecz Emancypacji Obywatelskiej i Politycznej Kobiet Rumuńskich (powstałego w 1917), Grupy Prawników Demokratów (1935) i Frontu Kobiet (1936).

## Życiorys
Jej ojcem był pisarz Leon C. Negruzzi, jej wuj Iacob Negruzzi był także pisarzem i dwukrotnym prezesem Akademii Rumuńskiej, zaś jej dziadek Constantin Negruzzi był burmistrzem Jass. Tożsamość jej matki nie jest znana. Negruzzi uczęszczała do szkoły podstawowej w Jassach, następnie do szkoły średniej dla dziewcząt.
Ojciec Elli Negruzzi zmarł, gdy była nastolatką. Ją i jej brata Mihaia wziął na wychowanie wuj, który dopilnował, by obydwoje uzyskali pełne wykształcenie. Ella Negruzzi kontynuowała naukę na Uniwersytecie w Jassach, studiując historię, prawo i filozofię. W 1913 r. jako pierwsza kobieta próbowała przystąpić do egzaminu adwokackiego w Jassach. Prośba została odrzucona, co umotywowano faktem, iż kobiety w świetle obowiązujących przepisów nie mogły praktykować prawa. Negruzzi udała się wówczas do Gałaczu i tam ponownie próbowała uzyskać zgodę na egzamin. Uzyskała poparcie Corneliu Boteza, wybitnego lokalnego prawnika, ale jej starania ponownie nie zakończyły się powodzeniem. W 1917 roku razem z innymi działaczkami feministycznymi, m.in. Eleną Meissner, złożyły petycję do Senatu, domagając się praw obywatelskich i politycznych dla kobiet, ale została ona odrzucona. W następnym roku była współzałożycielką Stowarzyszenia na rzecz Emancypacji Obywatelskiej i Politycznej Kobiet Rumuńskich (AECPFR). Stowarzyszenie domagało się pełnego prawa kobiet do udziału w życiu publicznym, w tym dostępu do edukacji, zatrudnienia i do aktywności politycznej. W 1919 r. Ella Negruzzi podjęła trzecią próbę przystąpienia do egzaminu adwokackiego, w okręgu Ilfov, i ostatecznie została dopuszczona. Rok później została pierwszą kobietą, której zezwolono na wykonywanie zawodu prawnika w Rumunii.
Negruzzi rozpoczęła praktykę prawniczą w Gałaczu, a następnie przeniosła się do Bukaresztu. Kontynuowała działalność feministyczną, w okresie międzywojennym obok Eleny Meissner była główną liderką AECPFR. W publicystyce poruszała bieżące problemy kobiet: ograniczone możliwości znalezienia pracy i przepisy, które sprawiały, że były one najbardziej narażone na zwolnienie. Pracowała przy tworzeniu sieci szkół zawodowych i spółdzielni pracowniczych na obszarach wiejskich, aby poszerzyć możliwości zatrudnienia kobiet. Opowiadała się również za edukowaniem prostytutek, by mogły znaleźć inną pracę i funkcjonować w społeczeństwie, a nie były marginalizowane. Walczyła na rzecz uznania praw kobiet w konstytucji rumuńskiej, przyjętej w 1923 r. Wstąpiła do Narodowej Partii Chłopskiej i w 1929 r., kiedy po raz pierwszy dopuszczono kobiety do startu w wyborach samorządowych, zgłosiła swoją kandydaturę na radną Bukaresztu. Obok Calypso Botez i Alexandriny Cantacuzino została jedną z pierwszych sześciu kobiet wybranych do rady miejskiej.
Podczas wielkiego kryzysu lat trzydziestych XX wieku w Rumunii została przyjęta nowa konstytucja, która niemal całkowicie zrównała kobiety w prawach z mężczyznami. Równocześnie jednak rząd rozpoczął kampanię mającą na celu ograniczenie możliwości wykonywania pracy lub pobierania świadczeń socjalnych przez kobiety. Gdy naziści doszli do władzy w Niemczech, Negruzzi występowała przeciwko wojnie i stała się aktywną antyfaszystką. W 1935 r. utworzyła Grupę Prawników Demokratów, by walczyć z rozprzestrzenianiem się faszyzmu. Rok później założyła Front Kobiet, który miał szkolić obywatelki w zakresie organizowania się w celu obrony swoich praw kulturalnych, społeczno-ekonomicznych i politycznych. Po tym, gdy Negruzzi podjęła się sądowej obrony komunistki Any Pauker, otrzymywała groźby. Kiedy rząd króla Karola II przekształcił się w dyktaturę i wymusił zamknięcie AECPFR, Ella Negruzzi, która odmówiła współpracy z królem, została zmuszona do wycofania się z aktywnej działalności publicznej.
Negruzzi zmarła 19 grudnia 1948 roku w Bukareszcie. Jej brat Mihai Negruzzi był generałem armii rumuńskiej.